# Frederick Chiluba
Frederick Jacob Titus Chiluba (30. april 1943 – 18. juni 2011) var Zambias anden præsident (1991-2002). Han blev i 2002 afløst af Levy Mwanawasa.
Frederick var i 1990 med til at danne partiet The Movement for Multi-party Democracy (MMD).
| Foregående: Kenneth Kaunda | Zambias præsidenter 1991 - 2002 | Efterfølgende: Levy Mwanawasa |